# Es Navidad en Canadá
«It's Christmas in Canada» (en España e Hispanoamérica «Es Navidad en Canadá») es el episodio 15 y último de la séptima temporada de la serie animada South Park. Este episodio fue nominado a los premios Emmy Award.

## Trama
La familia Broflovski celebra como en todo diciembre de cada año su fiesta de Hanukkah, contentos de que su familia siempre sería inseparable. En ese momento una pareja de canadienses; Harry y Elise Gints quienes confirman ser los padres biológicos de Ike. Este y Kyle observan como la pareja de canadienses se disculpan antes los Broflovski por el abandono de Ike (Peter su nombre al nacer) por la guerra de las Sodas y los Broflovski piden a los Gints que no visiten a Ike, pero ellos dicen que por ley del nuevo primer ministro canadiense deben llevárselo; dicha ley ordenaba a que todo niño canadiense nacido en EUA volviese con sus padres biológicos a Canadá. A pesar de que los Broflovski llevan a los Gints a los tribunales; los jueces fallan a favor de la familia canadiense obedeciendo la orden del primer ministro canadiense. Ike por tanto es llevado por sus padres a Canadá y Kyle aun queriendo luchar por Ike pide a sus padres y a Canadá a apelar al primer ministro pero ellos se niegan ya que dicha acción costaría millones de dólares. Más tarde Kyle le pide a sus amigos acompañarlo a Canadá a apelar al primer ministro viajando en una aerolínea barata pero Cartman se niega ya que espera de su madre sus regalos para Navidad y Stan desea tener una aventura navideña.
En la iluminación del árbol del pueblo, todo South Park acompaña a los Broflovski en su duelo y por sugerencia de Chef se acuerda donar el dinero de los regalos de Navidad a los Broflovski para luchar por Ike en Canadá. Tal decisión tomada por unanimidad deja a todo niño de South Park triste por tener regalos en la Navidad, sobre todo a Clyde y a Cartman. Inmediatamente Cartman culpa a Kyle de la situación y amenaza con matarlo en una pelea pero Kyle logra convencer a sus amigos de acompañarlo a Canadá antes de Navidad para que así Stan tuviese su aventura navideña y Cartman y Kenny tuviesen regalos sin la necesidad de que los habitantes del pueblo dasen la plata a los Broflovski. La pequeña aerolínea mencionada antes por Kyle era City Airlines, manejada por Tuong Lu Kim propietario del restaurante City Wok, tras regatear con Kyle, Kim acepta llevarlos por 50 dólares. Al principio Cartman y Kenny se niegan a subir a un avión pequeño, Kenny temiendo morir y Cartman por simple capricho de viajar en un Jet. Durante el viaje que dura unas pocas horas, Kim se queda dormido y el avión posee poco combustible y tiene fallas mecánicas por lo que Kim salta en paracaídas y Kyle con dificultad hace aterrizar el avión casi estrellándose en cercanías a un pequeño pueblo en Toronto, Canadá. Ahí son recibidos por los habitantes del pueblo con una canción de Navidad y enfrentándose a Scott, infame fiscal canadiense que odia a su propio pueblo y aún más a los estadounidenses y considerado por los canadienses como "un pene". Los habitantes del pueblo le muestran a los chicos el camino único para llegar a Ottawa. Por el camino se les une Rick, policía montado canadiense que por ley era obligado a montar sobre una oveja en lugar de un caballo. Más tarde los 5 llegan a Quebec en la Canadá Francesa y ahí se les une un mimo franco-canadiense también queriendo acompañar al grupo a hablar con el primer ministro, quien prohibió a todo Canadá tomar vino. En el camino rural se encuentran con Steve, un campesino de Terranova y Labrador que también desea hablar con el Premier ya que este tenía prohibido que los canadienses practicaran la Sodomía. Luego de defender a los viajeros de Scott se ofrece a llevarlos a la capital en su bote ya que ellos viajaban en dirección opuesta.
Una vez llegados a puertas del Parlamento Canadiense los chicos piden a los guardias ver al primer ministro, pero el guardia se niega. Los tres canadienses se sienten frustrados mientras que los chicos rompen a llorar aun con Cartman amenazando a Kyle. Los guardias cambian de opinión y deciden dejar entrar a los 7 viajeros y los chicos se sorprenden al ver la Cabeza flotante del primer ministro canadiense; el cual es un tirano dictador que muestra su desprecio a ellos. Scott trae a Ike y a los Gints mostrando su repudio a los chicos pero Kyle da una reflexión en la que los Broflovski eran la familia de Ike por haberlo cuidado y criado hasta entonces. El primer ministro asesina a Kenny y Stan ve que el primer ministro es en verdad Saddam Hussein escondido en un pequeño rincón manejando dicha simulación del primer ministro. Con su identidad al descubierto, Hussein es arrestado por los soldados canadienses y sus leyes sobre los niños canadienses, la prohibición del vino y de la sodomía son nulas y los Gints dejan que Ike viva en EUA lo cual llena de alegría a él y a Kyle. Como era ya día de Navidad Cartman se decepciona a pesar de que Kyle había recuperado a su hermano por lo que reta a pelear a Kyle pero Kyle le da un pequeño puño en el brazo a Cartman quien a pesar de no muy duro que fue el golpe llora y grita llamando a su mamá. Rick invita a los chicos celebrar la Navidad al estilo canadiense; participando de un desfile que tenía al capturado Saddam Hussein. A pesar de todo lo sucedido, Cartman y Stan muestran su desilusión; Cartman al parecer por no tener regalos y Stan por no tener su aventura navideña, cuando en verdad la vivió todo el tiempo.

## Muerte de Kenny
La cabeza flotante del primer ministro canadiense (manejada por Saddam Hussein) le dispara rayos por los ojos hasta matarlo.